# Associazione nazionale ex deportati nei campi nazisti
L'Associazione Nazionale Ex Deportati nei Campi Nazisti (ANED) è una associazione apolitica senza fini di lucro, riconosciuta come ente morale con decreto del presidente della Repubblica del 5 novembre 1968.
Fanno parte dell'associazione le persone che per motivi politici e razziali sono state deportate nei campi nazisti, i familiari dei caduti e degli ex deportati e i cittadini italiani che condividono i valori dell'ente e si impegnano nello studio e nella diffusione della conoscenza storica sui temi della resistenza e della deportazione. Dopo l'8 settembre 1943, i deportati politici italiani, condotti nei campi di concentramento per la loro opposizione al nazi-fascismo dalle forze di occupazione tedesca, furono un totale di almeno 23.826 persone (22.204 uomini e 1.514 donne); ne morirono 10.129, circa la metà. Altre 8.500 persone (quasi tutti ebrei) furono deportate per motivi razziali e condotte a morire ad Auschwitz; solo una piccola parte di loro fu selezionata per il lavoro coatto (ne moriranno 7.500, quasi il 90%).
L’ANED è attiva in 10 regioni d’Italia con 26 sezioni; la presidenza e la segretaria nazionale hanno sede nella Casa della Memoria a Milano. L’associazione ha relazioni internazionali con i comitati che raccolgono gli ex Deportati dei singoli campi di concentramento nazisti e ha un rappresentante nei comitati di Mauthausen, Dachau, Auschwitz, Buchenwald, Mittelbau-Dora, Flossenbück, Ravensbrück e Risiera di San Sabba. Vi sono inoltre relazioni con le associazioni nazionali dei sopravvissuti dei singoli campi di sterminio e con le organizzazioni che gestiscono gli attuali siti dei lager e che ne curano i musei.

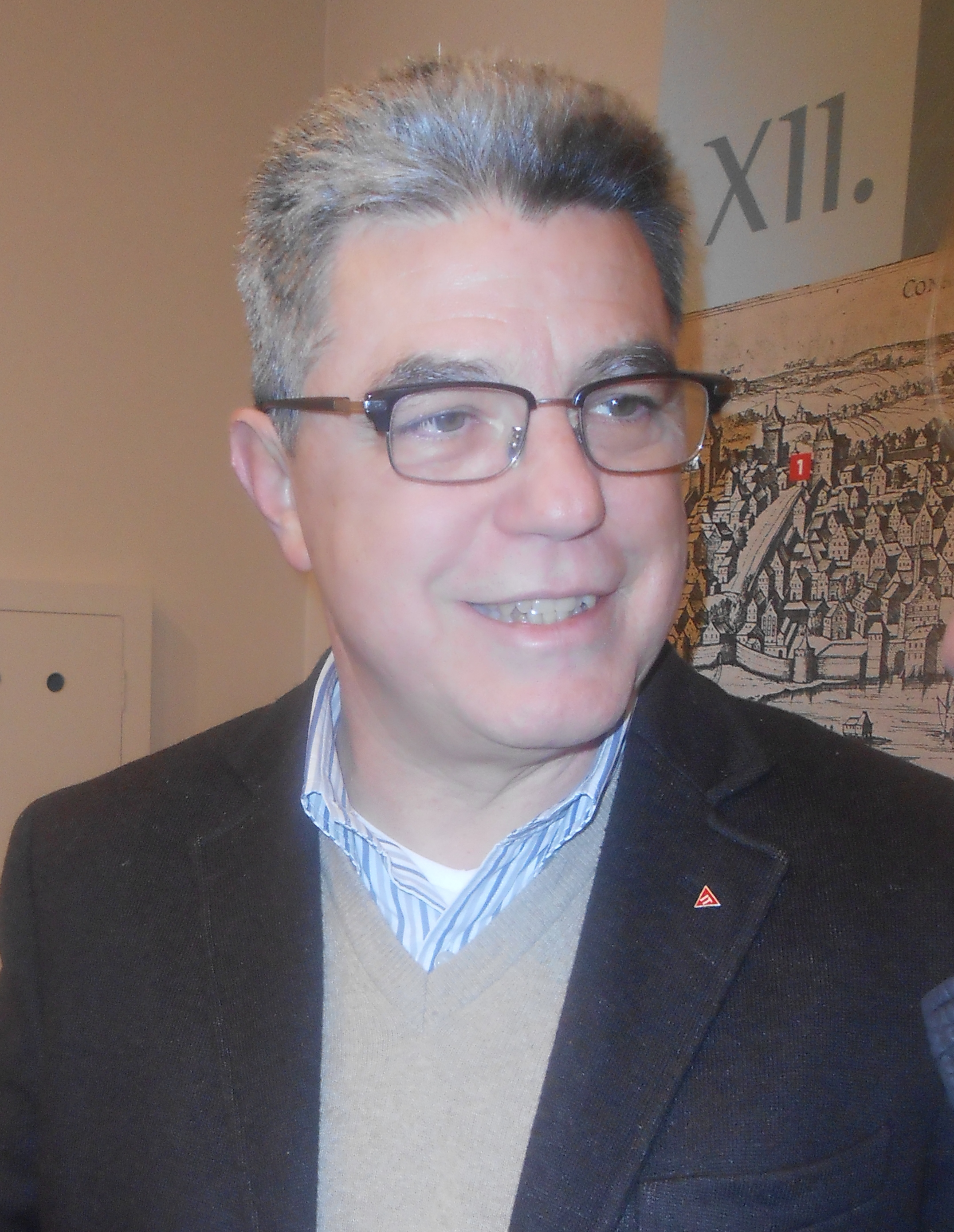
Dario Venegoni, presidente nazionale dell'ANED

L'associazione pubblica la rivista Triangolo Rosso (che prende nome dal simbolo indossato dai prigionieri politici, appunto un triangolo rosso).
Lo stemma identificativo dell’associazione è un triangolo rosso con le lettere “IT” in bianco; lo stemma riprende le forme del contrassegno identificativo che veniva cucito sugli indumenti dei deportati politici italiani. Durante gli eventi i membri dell’associazione indossano un fazzoletto a truce blu con il triangolo rosso in mezzo. L’associazione celebra come festa associativa il 5 maggio, che è il giorno in cui l’esercito statunitense entra nel campo nazista di Mauthausen, ultimo ad essere liberato.
I soci nel 2016 sono 2382.

## Storia delle associazioni ex deportati
A partire dal 1945 iniziano a formarsi in diverse città italiane primi gruppi e associazioni che raggruppano ex deportati e i loro familiari per creare occasioni di incontro e per fornire sostegno. Gli enti hanno spesso una natura assistenziale, con obiettivi concreti di sostegno alle famiglie dei caduti, di rimpatrio delle salme, di tutela degli interessi dei deportati nei confronti della Germania, di creazione di monumenti, e di costituzione di gruppi di mutuo soccorso a carattere morale, materiale e sanitario. A Milano sembra esservi una forte presenza di ex-deportati testimoniata da varie iniziative, ma è a Torino che vengono costituite le prime associazioni.
A Torino l’Associazione di ex Deportati è costituita il 6 settembre 1945 tra gli ex tra i prigionieri politici ricoverati in ospedale della Croce Rossa a Torino. Tra i fondatori dell'associazione 
vi è Italo Tibaldi che lavora per anni a costituire il vasto elenco dei nomi dei deportati italiani. A luglio del 1945 viene creata l’Associazione nazionale superstiti dei cambi di concentramento con circa 1000 soci e un carattere inizialmente regionale; successivamente l’associazione si sposta di sede, assume il nome temporaneo di Associazione Triangolo Rosso, modifica lo statuto e assume carattere nazionale. Nel 1947 viene trasferita l’associazione a Milano e vi sono attività di sezioni locali a Venezia, Trento, Treviso, Bolzano, Udine, Vicenza, Firenze, Padova, Genova e Roma.
A Milano una prima bozza di statuto dell’Associazione nazionale reduci dei campi di concentramento viene redatta a giugno 1945 da Enea Fergnani e Dante Frezzati. Nel 1946 viene inaugurato al Cimitero monumentale di Milano il monumento in onore dei caduti creato dal gruppo di architetti dello studio BBPR costituito negli anni Trenta e attivo nella resistenza. La cooperativa di lavoro Società Cooperativa a r.l Zebra viene costituita intorno al 1947.
Nel 1957 viene organizzato un congresso nazionale delle associazioni che raggruppano ex deportati e i loro familiari, viene definita una nuova struttura organizzativa, l’ente comincia a orientare il suo operato sul tema della memoria e dei valori universali di democrazia, libertà e pace e ne diventa presidente Pietro Caleffi. È in questo periodo che vengono unificati i diversi gruppi in un’unica organizzazione. Nel 1968 l’associazione nazionale ex deportati riceve il riconoscimento di Ente morale. Nel 1978 diventa presidente dell’associazione Gianfranco Maris che la guida fino al 2015; nel 2015 diviene presidente Dario Venegoni.

### Memoriale italiano Auschwitz
Una delle iniziative internazionali più significative che ha contraddistinto l'operato dell'ANED è stata la costruzione di un Memoriale italiano al blocco 21 di quello che fu il campo di concentramento di Auschwitz. Voluto da Primo Levi, fu inaugurato nel 1980 con il proposito di celebrare tutti gli italiani caduti nei campi di concentramento nazisti. Realizzato grazie alla collaborazione di alcuni importanti nomi della cultura italiana del Novecento, il progetto architettonico fu dello studio BBPR e inserisce nel primo piano del Blocco 21 di Auschwitz I una spirale ad elica all'interno della quale il visitatore cammina come in un tunnel, rivestita all'interno con una tela composta da 23 strisce dipinte da Pupino Samonà, seguendo la traccia di un testo scritto da Primo Levi. Dalla passerella lignea che conduce il visitatore nel tunnel sale la musica di Luigi Nono, Ricorda cosa ti hanno fatto in Auschwitz. Anche il regista e poeta Nelo Risi contribuì con le sue competenze alla sua realizzazione.
La conservazione e l'ubicazione dell'opera fu messa in discussione nel 2008 in quanto ritenuta non più conforme ai criteri pedagogico-illustrativi del museo di Auschwitz. La polemica sulla "cancellazione" del Memoriale italiano di Auschwitz si protrasse per diversi anni per le proteste dell'ANED e dell'ANPI. Nel tentativo di "salvare" il monumento si procedette in primo luogo nel 2010 ad un primo intervento di conservazione, come recita un comunicato ANED: «Aggredita degli attacchi del tempo e dall'incuria degli uomini, l'opera [aveva avuto] bisogno di un intervento di restauro. Dal 31 agosto al 7 settembre, 32 studenti dell'Accademia di Brera accompagnati dai loro insegnanti e dai collaboratori dell'Isrec si sono recati ad Auschwitz; hanno eseguito i rilievi necessari per un futuro intervento di restauro e [avevano] proceduto alla pulizia dell'installazione». La direzione del Museo di Auschwitz fu però irremovibile nella sua decisione. L'opera è stata definitivamente smontata nel 2016 e, dopo il restauro, sarà esposta permanentemente a Firenze nel Centro d'arte contemporanea EX3.

### La Fondazione Memoria della Deportazione
L'ANED ha dato vita alla Fondazione Memoria della Deportazione, che è un "Centro studi sulla Resistenza e sulla Deportazione nei lager nazisti". La Fondazione, sita nel centro di Milano, in locali diversi da quelli dell'ANED, ha costituito una vasta biblioteca e un archivio di notizie sulla persecuzione fascista e nazista nei confronti degli antifascisti, oltre che di nominativi di tutti coloro che furono deportati perché partigiani o antifascisti.

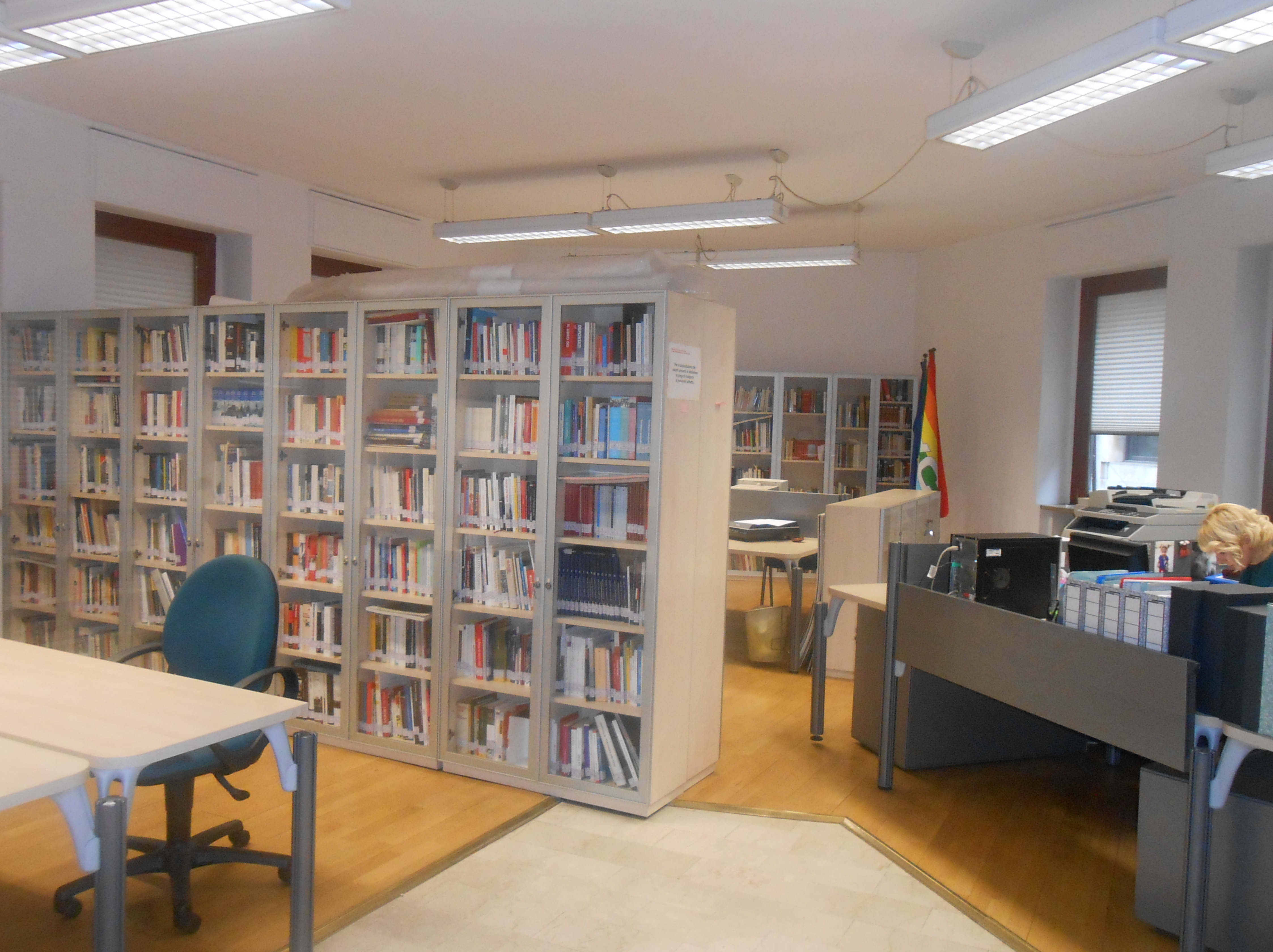
I locali della Fondazione con uno dei tanti scaffali della biblioteca

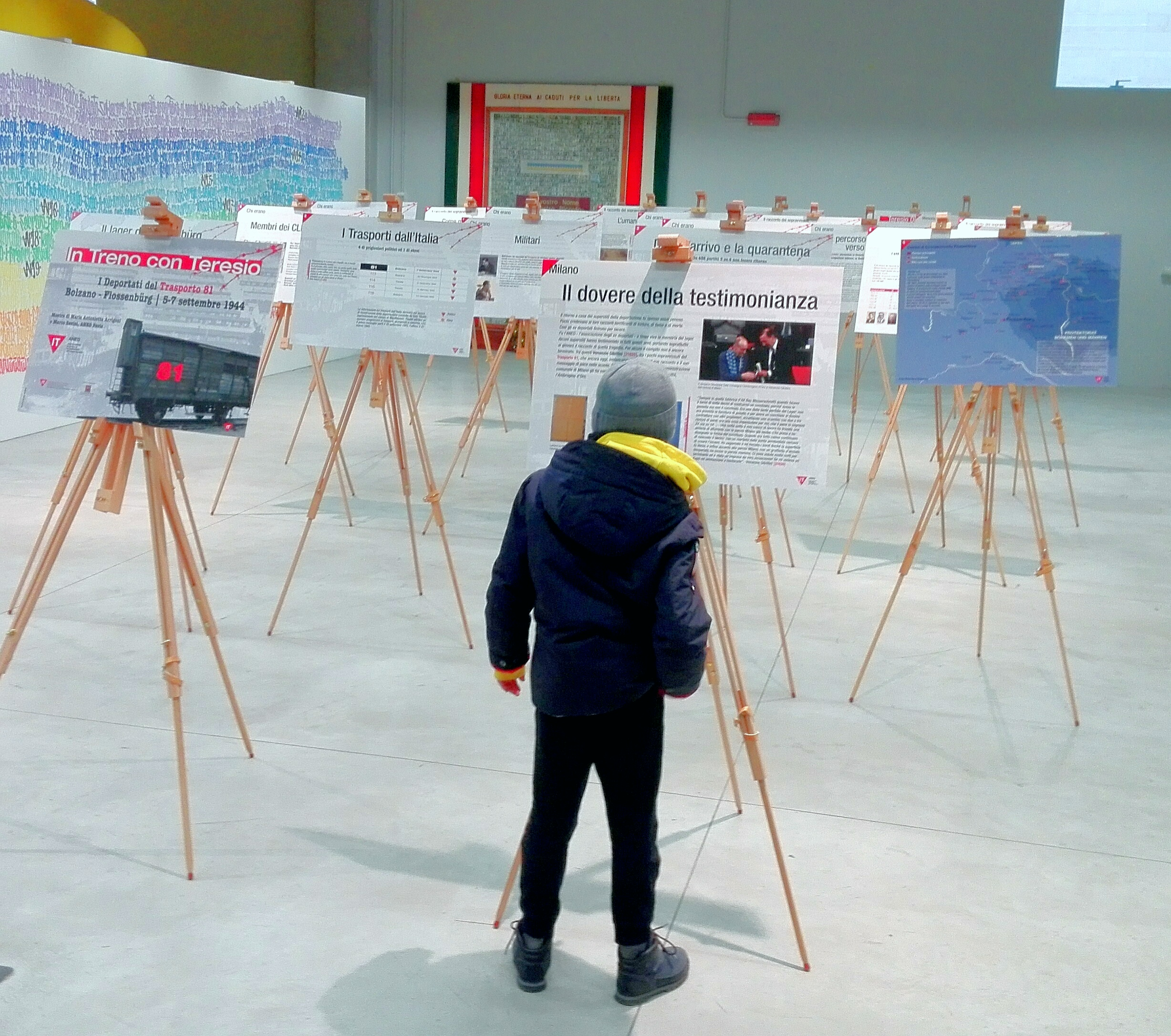
Il dovere della testimonianza è praticato anche con mostre didattiche per le nuove generazioni

## Onorificenze
Il 28 febbraio 2024 è stata insignita della medaglia d'oro al merito civile.